# Фенсдорф
Фенсдорф (њем. Fensdorf) општина је у њемачкој савезној држави Рајна-Палатинат. Једно је од 119 општинских средишта округа Алтенкирхен (Вестервалд). Према процјени из 2010. у општини је живјело 425 становника. Посједује регионалну шифру (AGS) 7132030.

## Географски и демографски подаци
Фенсдорф се налази у савезној држави Рајна-Палатинат у округу Алтенкирхен (Вестервалд). Општина се налази на надморској висини од 337–84 метра. Површина општине износи 2,2 km². У самом мјесту је, према процјени из 2010. године, живјело 425 становника. Просјечна густина становништва износи 196 становника/km².